# Hansenium dodo
Hansenium dodo är en kräftdjursart som först beskrevs av Mueller1991.  Hansenium dodo ingår i släktet Hansenium och familjen Stenetriidae. Inga underarter finns listade i Catalogue of Life.